# ジャスティン・イェーガー
ジャスティン・リチャード・イェーガー（Justin Richard Yeager, 1998年1月20日 - ）は、 アメリカ合衆国イリノイ州ウッドリッジ出身のプロ野球選手（投手）。右投左打。MLBのミルウォーキー・ブルワーズ傘下所属。

## 経歴

### プロ入りとブレーブス傘下時代
2019年のMLBドラフト33巡目（全体997位）でアトランタ・ブレーブスから指名され、プロ入り。契約後、傘下のルーキー級ガルフ・コーストリーグ・ブレーブスでプロデビュー。アパラチアンリーグのルーキー級ダンビル・ブレーブスでもプレーし、2球団合計で15試合に登板して2勝2敗2セーブ、防御率3.91、37奪三振を記録した。
2020年は新型コロナウイルスの影響でマイナーリーグの試合が開催されなかったため、公式戦の登板は無かった。
2021年はA級オーガスタ・グリーンジャケッツとA+級ローム・ブレーブスでプレーし、2球団合計で30試合に登板して7勝3敗5セーブ、防御率2.93、60奪三振を記録した。
2022年はA+級ロームとAA級ミシシッピ・ブレーブスでプレーし、2球団合計で49試合に登板して1勝0敗9セーブ、防御率3.10、81奪三振を記録した。

### ブルワーズ傘下時代
2022年12月12日にブレーブス、ミルウォーキー・ブルワーズ、オークランド・アスレチックスの3チーム間のトレードで、ウィリアム・コントレラスと共にブルワーズへ移籍した。

## 投球スタイル
速球は常時96〜99mphを計測し、変化球ではスライダーとスプリッターを使用する。不足している制球力の向上が最大の課題である。